# Quentin Compson
Quentin Compson era un personatge de ficció creat per William Faulkner. Era un fill de la família Compson, intel·ligent i introspectiu. Ell protagonita clàssics de Faulkner com El soroll i la fúria i Absalom, Absalom! i també apareix al conte, That Evening Sun. Alguns dels seus pensaments són articulats amb la tècnica innovadora de Faulkner del corrent de consciència. A Absalom, Absalom!, intenta resoldre una tragèdia en el passat.
Després d'anar al Nord a estudiar al Harvard College, Compson es va suïcidar.
A Cambridge, Massachusset, hi ha una placa al Pont Anderson, sobre el Charles River, que commemora la seva vida i la seva mort.